# Apostolska nunciatura v Gani
Apostolska nunciatura v Gani je diplomatsko prestavništvo (veleposlaništvo) Svetega sedeža v Gani, ki ima sedež v Akri.
Trenutni apostolski nuncij je Léon Kalenga Badikebele.

## Seznam apostolskih nuncijev
- Girolamo Prigione (2. oktober 1973–7. februar 1978)
- Giuseppe Ferraioli (14. junij 1976–21. julij 1981)
- Ivan Dias (8. maj 1982–20. junij 1987)
- Giuseppe Bertello (17. oktober 1987–12. januar 1991)
- Abraham Kattumana (8. maj 1991–16. december 1992)
- André Pierre Louis Dupuy (6. april 1993–27. marec 2000)
- George Kocherry (10. junij 2000–22. december 2007)
- Léon Kalenga Badikebele (1. marec 2008–22. marec 2013)
- Jean-Marie Antoine Joseph Speich (17. avgust 2013–19. marec 2019)